# كارلوس توريس (لاعب كرة قدم مواليد 1951)
كارلوس توريس هو لاعب كرة قدم إكوادوري في مركز الوسط، ولد في 15 أغسطس 1951 في إسمرالداس في الإكوادور. شارك مع منتخب الإكوادور لكرة القدم. أما مع النوادي، فقد لعب مع نادي إيميلك ونادي برشلونة ونادي ديبورتيفو إل ناسيونال ونادي ديبورتيفو تولوكا.